# Sân bay Boulsa
Sân bay Boulsa (IATA: XBO, ICAO: DFEA) là một sân bay ở Boulsa, Burkina Faso.